# I'm Talking About You
I'm Talking About You è una canzone di Chuck Berry pubblicata come singolo dal chitarrista statunitense a febbraio 1961, con al lato B il brano Little Star. È stato incluso nel Regno Unito sull'album Juke Box Hits.

## Cover

### Versione dei Beatles
Esistono due versioni dei Beatles: una è stata pubblicata sul bootleg Live! at the Star-Club in Hamburg, Germany; 1962, sia nella versione inglese che americana, ed un'altra su On Air - Live at the BBC Volume 2. La versione del bootleg è stata registrata alla fine di dicembre 1962 allo Star Club, mentre quella della BBC venne registrata e trasmessa live il 16 marzo 1963; a causa del caldo Lennon non aveva potuto registrare nessuna canzone per quell'edizione di Saturday Club. La canzone dei Beatles I Saw Her Standing There, pubblicata sull'album Please Please Me, ha la linea del basso, suonato da McCartney, identica a quella della canzone di Berry, perché egli pensava che i riffs di basso non dovevano essere obbligatoriamente originali

### Altre versioni
- Gli Hollies nell'album Stay with the Hollies del 1964[8]
- Gli Yardbirds
- I Rolling Stones nella versione inglese dell'album Out of Our Heads del 1965
- Roger Chapman
- Dr. Feelgood sull'album Stupidity del 1976[9]
- Hot Tuna sull'album Double Dose del 1978
- Delbert McClinton nel 1979
- I The Rokes nel 1988